# Zurab Cereteli

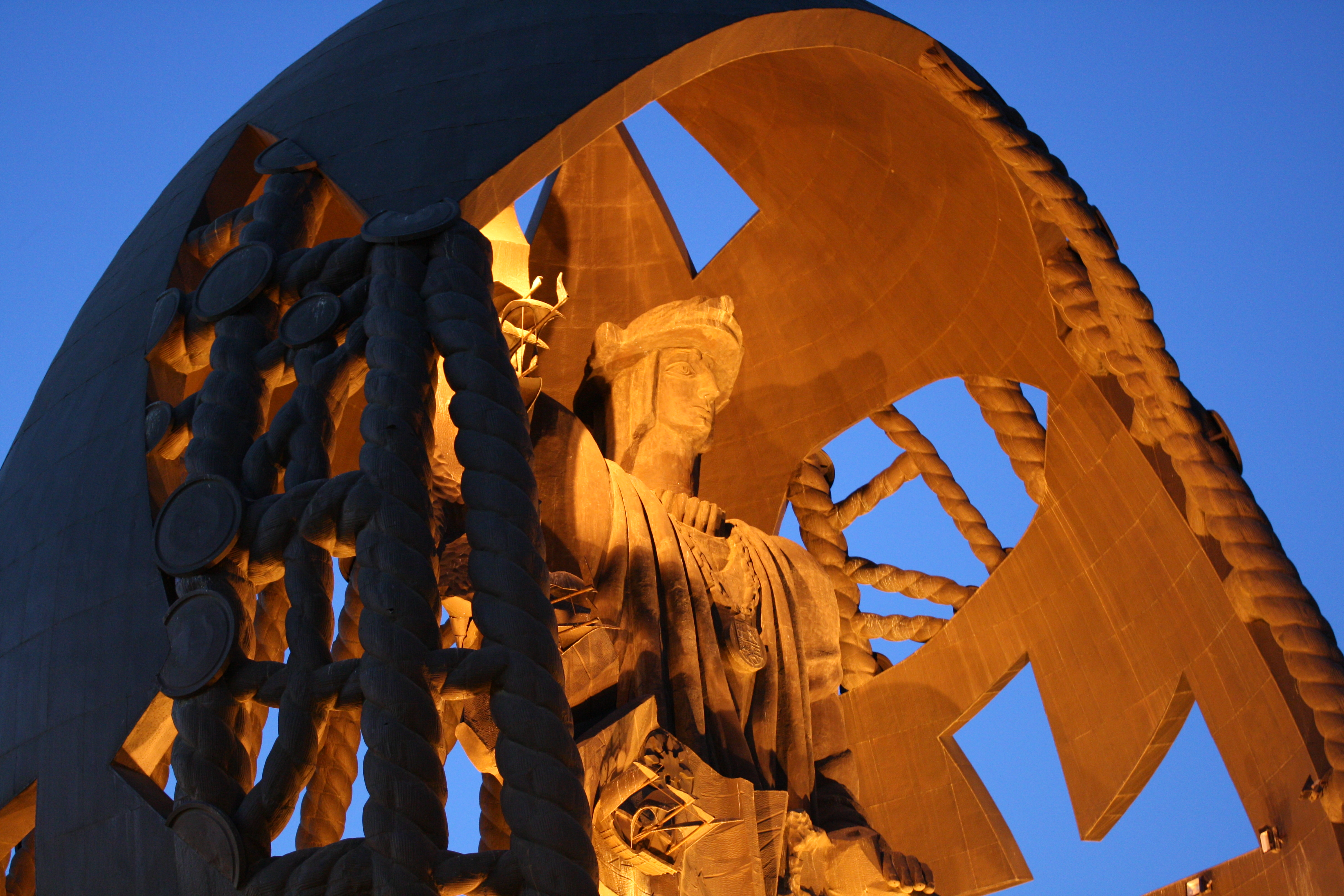
Narodziny nowego świata – pomnik Krzysztofa Kolumba w Sevilli

Zurab Cereteli, ros. Зураб Константинович Церетели, gruz. ზურაბ წერეთელი (ur. 4 stycznia 1934 w Tbilisi, zm. 22 kwietnia 2025 w Moskwie) – gruziński rzeźbiarz, a także malarz i architekt zamieszkały i tworzący w Rosji. 

## Życiorys
Był autorem pomnika św. Jana Pawła II we francuskiej miejscowości Ploërmel i innych znanych monumentalnych pomników i rzeźb, często wzbudzających kontrowersje. Od 1999 był przewodniczącym Rosyjskiej Akademii Sztuk Pięknych.

## Ważniejsze odznaczenia i nagrody
- Medal Sierp i Młot Bohatera Pracy Socjalistycznej (11 listopada 1990)
- Order Lenina (11 listopada 1990)
- Order Przyjaźni Narodów (14 listopada 1980)
- Nagroda Leninowska (1976)
- Nagroda Państwowa ZSRR (dwukrotnie, 1970 i 1982)
- Państwowa Nagroda Federacji Rosyjskiej (1996)
- Państwowa Nagroda Gruzji (2004)
- Order „Za zasługi dla Ojczyzny” I klasy (Rosja, 26 lipca 2010)
- Order „Za zasługi dla Ojczyzny” II klasy (4 stycznia 2006)
- Order „Za zasługi dla Ojczyzny” III klasy (29 kwietnia 1996)
- Order „Za zasługi dla Ojczyzny”y IV klasy (20 lutego 2014)
- Order Gabrieli Mistral (Chile, 2002)
- Order Sztuki i Literatury (Francja, 2005)
- Order Zasługi Cywilnej (Hiszpania) (2012)

## Wybrane dzieła
- Pomnik ofiar faszyzmu na Górze Pokłonnej (Moskwa)
- Pomnik Piotra Wielkiego (Moskwa)
- Pomnik Jana Pawła II w Ploërmel
- Pomnik Iwana Szuwałowa w Moskwie